# قرار مجلس الأمن التابع للأمم المتحدة رقم 584
قرار مجلس الأمن التابع للأمم المتحدة رقم 584، الذي تم تبنيه بالإجماع في 29 مايو 1986، تم النظر في تقرير للأمين العام بشأن قوة الأمم المتحدة لمراقبة فض الاشتباك. وأشار المجلس إلى الجهود التي تبذلها لإحلال سلام دائم وعادل في الشرق الأوسط، ولكنه أعرب أيضاً عن قلقه إزاء حالة التوتر السائدة في المنطقة.
دعا القرار الأطراف المعنية إلى التنفيذ الفوري للقرار 338 (1973)، وجدد ولاية قوة المراقبة لمدة ستة أشهر أخرى حتى 30 نوفمبر 1986 وطلب من الأمين العام تقديم تقرير عن الوضع في نهاية تلك الفترة.